# Marie-Henry Andoyer
Marie-Henry Andoyer (Parigi, 1862 – 1929) è stato un astronomo e matematico francese.
Fu astronomo all'Osservatorio di Tolosa dal 1884 al 1896 e poi direttore della rivista Connaissance des temps al Bureau des longitudes. Accompagnò l'attività con l'insegnamento alla Sorbona, avviato nel 1903.